# یلاو
یلاو (به صربی: Jelav) یک منطقهٔ مسکونی در صربستان است که در لوزنیسا واقع شده‌است. یلاو ۸۵۴ نفر جمعیت دارد.